# Chris Foss
Christopher »Chris« Foss, angleški ilustrator, * 19. marec 1946, Guernsey, Kanalski otoki, Kronsko odvisno ozemlje.
Foss je najbolj znan po svojih naslovnicah znanstvenofantastičnih knjig in ilustracijah za izvirno izdajo dela Alexa Comforta Spolne radosti (The Joy of Sex). Ustvarjal je naslovnice del klasičnih pisateljev kot so Asimov, Blish, Brown, Brunner, Delany, Demuth, Dick, Farmer, Hamilton, Harrison, Heinlein, Herbert, Jenkins, Leconteva, Ruellan, Simak, Sturgeon, van Vogt, Wilhelmova ali Zimmer Bradleyjeva. 
Odraščal je na otoku Guernsey, ki so ga med 2. svetovno vojno zasedle nemške oborožene sile. Tam je po vojni ostalo mnogo zaradi strateške pomembnosti med vojno zgrajenih bunkerjev z mnogimi oznakami in opozorili, kar je vplivalo na njegovo ustvarjanje. Svojo ustvarjalno pot je začel zelo nenavadno. Po neuspešnem študiju arhitekture na Univerzi v Cambridgeu je risal erotične risbe za revijo Penthouse. Kmalu so v njegovih ilustracijah gola ženska telesa zamenjala podobe vesoljskih plovil, na katera so ljudje gledali le kot na nekakšne pogone Z, sam pa se je čustveno navezal nanje. Priznava da se tehnologija razvija z vzponi in padci, tako da je v svojih delih le opazovalec, ki prijazno in potrpežljivo čaka na najbolj uporabna tehnološka čuda.

## Znanstvenofantastična ilustracija
Njegove zgovorne naslovnice znanstvenofantastičnih del so utrle večkrat posneman in navdahnjen slog z ogromnimi, barvitimi vesoljskimi ladjami, stroji in mesti, pogosto označenimi s skrivnostnimi simboli. Človeških postav praviloma ni. Te slike kažejo na znanstveno fantastiko v splošnem in niso upodobitve določenih tem iz knjig. Zato jih je bilo moč izmenljivo uporabiti za naslovnice. V tem času so imele Fossove slike futuristične tehnologije podobno ikonsko »ustaljeno« kakovost kot upodobitve nezemljanov ali futurističnih oblik življenja Hansa Ruedija Gigerja.

## Uradna spletna stran
Uradna spletna stran Chrisa Fossa je začela delovati leta 2005 skupaj s spletnim forumom. Umetnik naj bi pri tem sodeloval. Forum ni bil posebno dejaven in tudi Foss ni sodeloval na njem, ter tudi ni njegov član. Trenutno njegovo stran ureja njegova hči.